# Hermann Gessler

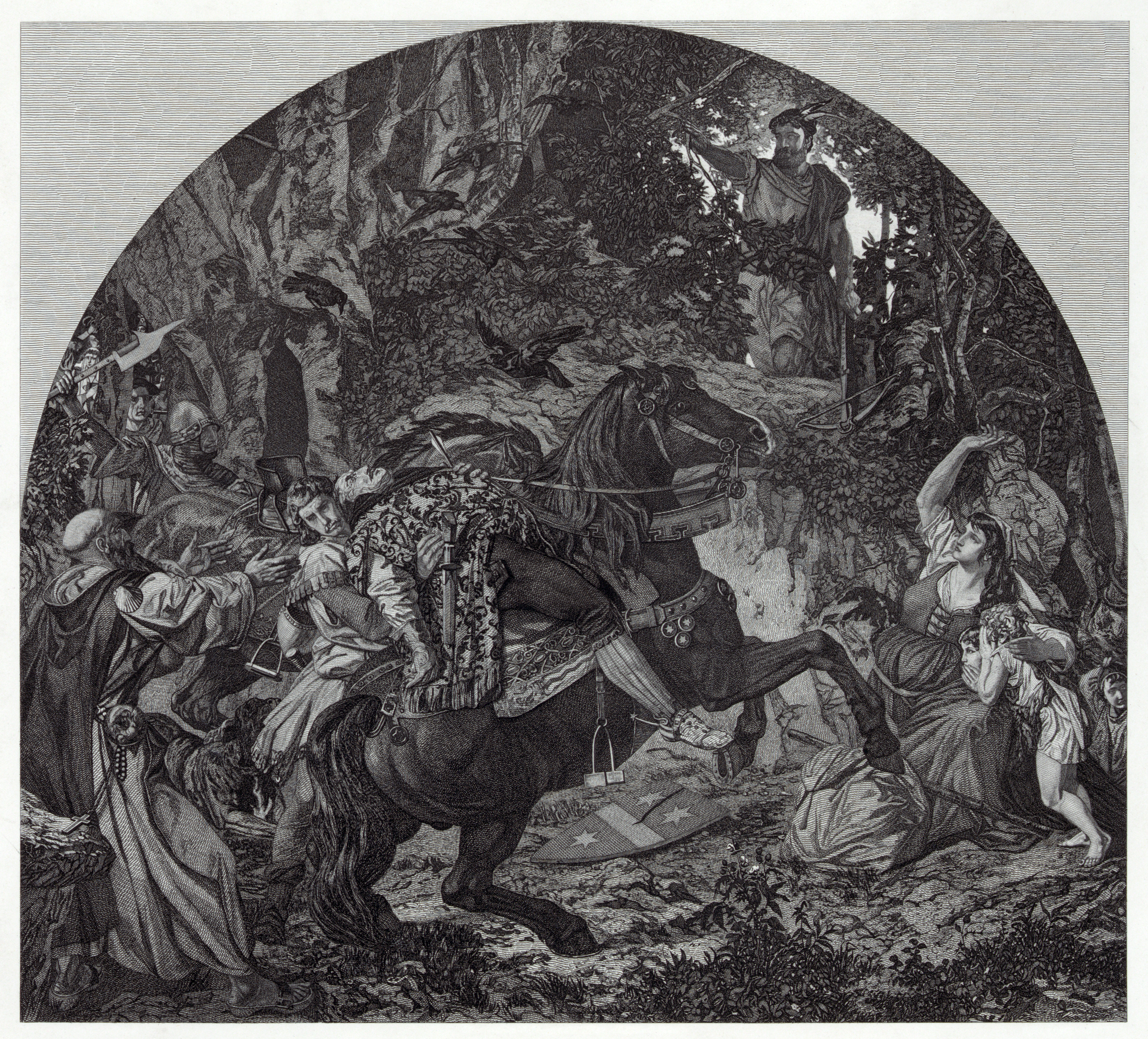
La mort de Gessler, (gravure 1886).

Hermann Gessler, bailli impérial de Schwyz et Uri (Reichsvogt in Schwyz und Uri), est un personnage mythique suisse. D'après la légende, Guillaume Tell aurait tué Gessler d'un carreau d'arbalète en plein cœur alors qu'il passait dans la Hohle Gasse de Küssnacht am Rigi.

## La légende
Pour un article plus général, voir Guillaume Tell.
Dans le livre blanc de Sarnen de 1470, il est fait mention d'un « Gijssler, dero von Urij und Schwijtz landvogt ». Dans une autre chronique, il se serait nommé Grissler, et dans une troisième, il aurait été comte de Seedorf.

## Le personnage historique
Historiquement, il existe des traces de personnes ayant porté le nom Gessler. Ainsi, il existait dans le village de Wiggwil du Freiamt argovien une famille Gessler qui n'était cependant pas des ministériels, mais de simples fonctionnaires au service des Habsbourg. Cette famille, peu appréciée, avait accru sa fortune et son influence et se chargeait de l'administration de nombreux bien domaniaux du bailliage. Leur ascension est étroitement liée à celle des Habsbourg qui descendaient de nobles locaux, comtes et ducs du Saint-Empire romain germanique qui accédèrent à la dignité impériale.
En 1319, Heinrich Gessler fut fait chevalier, puis en 1375, son fils Hermann fut effectivement nommé bailli, mais à Grüningen et non pas à Altdorf. À Heinrich succéda un Heinrich puis seulement ensuite un Hermann Gessler, homonyme de la figure de légende.
Les Gessler étaient considérés comme des gens fiers, arborant un paon aux plumes d'argent et de bleu sur leur blason. Bien que leur gestion du bailliage de Grüningen soit convenable, ils s'attirèrent l'animosité de la population, quand un citoyen zurichois, accusé de vol, fut condamné à avoir la langue et les yeux arrachés. Les habitants considérèrent que Hermann Gessler en était responsable.
Ainsi ce nom de famille devint une sorte de nom commun, un Gessler devint un méchant, un ennemi des confédérés, un complice des Habsbourg. Lorsqu'à la fin du XVe siècle fut écrite la légende fondatrice, il était clair pour les chroniqueurs que les Waldstätten avaient combattu un Gessler qui fut élevé à la dignité de tyran par les rédacteurs.
À Schwyz et Unterwald, il y avait, certes, des baillis, mais aucun Gessler.